# Ben Weekes
Ben Weekes (* 20. September 1984 in Sydney) ist ein australischer Rollstuhltennisspieler.

## Karriere
Ben Weekes spielte bereits im Alter von fünf Jahren Tennis. Seit seinem zwölften Lebensjahr ist er auf eine Gehhilfe angewiesen, da ein Blutgerinnsel in seiner Wirbelsäule efferente Nervenzellen beschädigt hatte. Er begann als 15-Jähriger mit dem Rollstuhltennis, dabei war der Paralympics-Sieger und Hall of Famer David Hall eine Inspiration. Auf der ITF-Tour konnte er fast einhundert Turniere niedrigerer Kategorie im Einzel oder Doppel gewinnen. Seit 2005 hat er 15 Mal an den Australian Open teilgenommen, häufig mit einer Wildcard – außerdem spielte er 2007 die French Open. Bei diesen 16 Turnieren konnte er allerdings nur ein einziges Einzelmatch gewinnen: 2005 gegen seinen Landsmann Anthony Bonaccurso. Sein größter Erfolg auf Grand-Slam-Niveau ist der Finaleinzug im Doppel an der Seite von Stéphane Houdet 2019, die beiden mussten sich Joachim Gérard und Stefan Olsson in zwei Sätzen geschlagen geben.
Seit 2005 tritt Ben Weekes regelmäßig beim World Team Cup für Australien an; 2002 war er Teil des Juniorenteams, das in dem Wettbewerb den zweiten Platz belegte.
Weekes konnte sich fünfmal für Paralympische Spiele qualifizieren. 2008 in Peking unterlag er in der ersten Runde Yoshinobu Fujimoto aus Japan in zwei engen Sätzen; zusammen mit Michael Dobbie scheiterte er, ebenfalls in der ersten Runde, an dem österreichischen Doppel Martin Legner und Thomas Mossier. 2012 in London konnte er an der Seite von Adam Kellerman das Auftaktdoppel gegen die Polen Albin Batycki und Kamil Fabisiak gewinnen; im Achtelfinale verloren die Australier dann gegen Shingo Kunieda und Satoshi Saida. Auch im Einzel erreichte Weekes durch einen Sieg gegen den Spanier Francesc Tur die zweite Runde; dort unterlag er Tom Egberink aus den Niederlanden. Bei den Spielen 2016 in Rio traf er zu Beginn erneut auf Tur, wieder konnte sich Weekes durchsetzen. In der zweiten Runde war er gegen den Schweden Stefan Olsson allerdings chancenlos. Im Doppel schied er nach drei Sätzen gegen die Polen Kamil Fabisiak und Tadeusz Kruszelnicki aus, sein Partner war erneut Adam Kellerman. 2021 in Tokio spielte Weekes an der Seite von Martyn Dunn; die beiden mussten sich den Brasilianern Gustavo Carneiro Silva und Daniel Rodrigues in zwei Sätzen geschlagen geben. Durch einen Sieg über den Israeli Adam Berdichevsky zog der Australier in die zweite Runde des Einzelwettbewerbs ein; nach Satzführung unterlag er dort Jef Vandorpe aus Belgien. Bei den Spielen 2024 in Paris traf er – diesmal zusammen mit Anderson Parker – erneut auf Carneiro Silva und Rodrigues, die Südamerikaner hatten im Match-Tie-Break das bessere Ende für sich. Auch im Einzel begegnete Weekes im Auftaktmatch Daniel Rodrigues, der dem Australier klar überlegen war und nur ein Spiel abgab.

## Neben dem Sport
2020 war Weekes wegen neurologischer Symptome in einer Klink, als bei ihm ein Herzinfarkt festgestellt wurde. Ein Gefäß war komplett verstopft, weshalb ihm ein Stent eingesetzt wurde. Bei der Suche nach der Ursache des – in seinem Alter und körperlichen Zustand sehr ungewöhnlichen – Infarkts diagnostizierte man bei ihm eine essentielle Thrombozythämie, eine bösartige Bluterkrankung aus der Gruppe der Myeloproliferativen Neoplasien. Als Nebenwirkung der daraufhin begonnenen Chemotherapie stellte sich Hautkrebs ein, der mehrere Operationen nötig machte.
Ben Weekes ist ein klassisch ausgebildeter Pianist, der bereits im Sydney Opera House aufgetreten ist. Er arbeitet seit 2010 für den Fernsehsender ABC. Weekes ist offen homosexuell.